# Helena Unierzyska

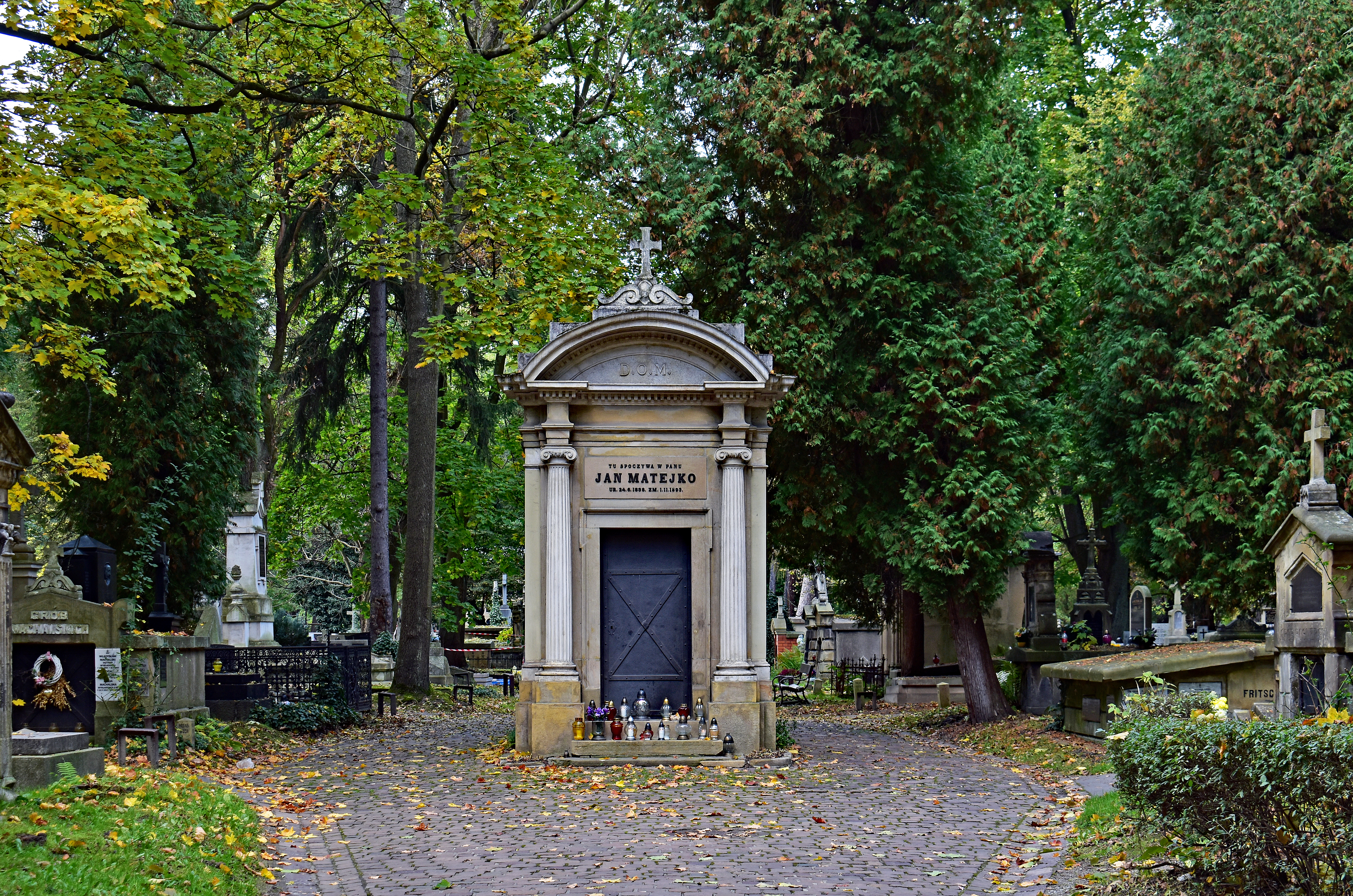
Grobowiec Matejków na cmentarzu Rakowickim, w którym spoczywa Helena Unierzyska

Helena Unierzyska z Matejków  (ur. 6 kwietnia 1867 w Krakowie, zm. 11 października 1932) – polska malarka i rzeźbiarka, córka Jana Matejki.

## Życiorys
W okresie dzieciństwa ciężko chorowała, przebywała w domu rodziców w Krzesławicach i w Krakowie.
23 czerwca 1891 w krakowskim kościele kapucynów poślubiła malarza Józefa Unierzyskiego (1863–1948), ucznia Matejki, profesora Szkoły Sztuk Pięknych w Krakowie.
Po ślubie zamieszkała w otrzymanym od ojca pałacu w Boleniu. Małżeństwo pozostało bezdzietne, Helena adoptowała jednak kilkoro dzieci chłopskich.
Amatorsko zajmowała się malarstwem i rzeźbą. Prace te cieszyły się uznaniem jej ojca. Zachęcał ją do dalszego rozwijania się w tym kierunku. Nie otrzymała formalnego wykształcenia artystycznego. W jej szkicowniku z czasów szkolnych można zauważyć poprawki dokonane przez Matejkę.
Często towarzyszyła ojcu w pracy. Zachowały się relacje malarza oraz jego sekretarza, Mariana Gorzkowskiego, z których wynika, że Helena spędzała wiele czasu w pracowni, zagłębiona w to, co tworzył jej ojciec. Już jako dorosła kobieta wielokrotnie pozowała ojcu do obrazów: Dziewica Orleańska, Zawieszenie dzwonu Zygmunta.
W okresie I wojny światowej opiekowała się ofiarami działań wojennych i udzielała pomocy stacjonującemu w Boleniu II pułkowi ułanów, za co została odznaczona przez prezydenta RP Krzyżem Niepodległości.
Pochowana została w grobowcu Matejków, w głównej alei cmentarza Rakowickiego w Krakowie.

## Galeria

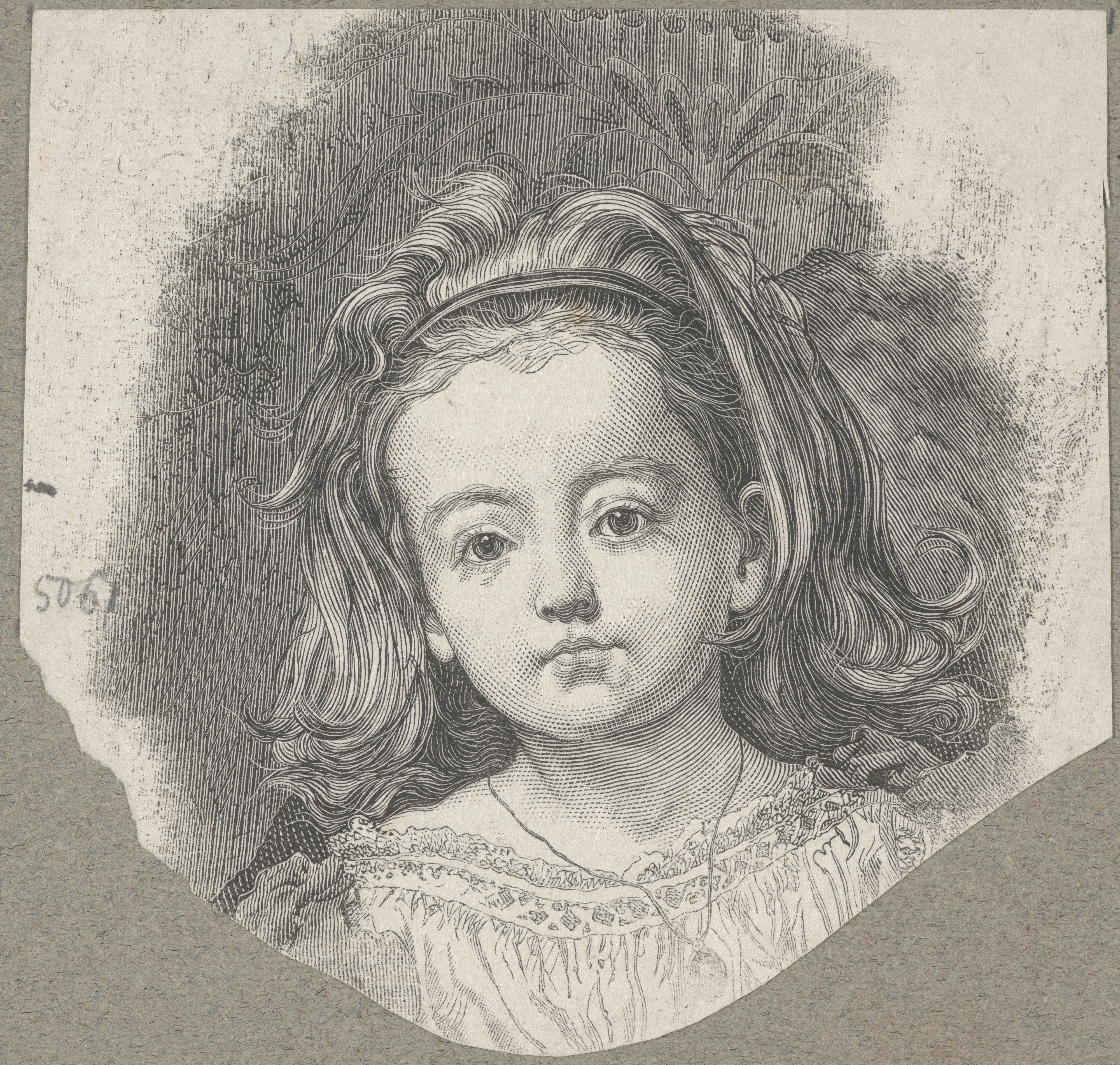
Jan Styfi, Helena Matejko, detal obrazu Jana Matejki, Portret dzieci artysty Tadeusza, Heleny i Beaty - próba drzeworytnicza, XIX w., Muzeum Narodowe w Krakowie
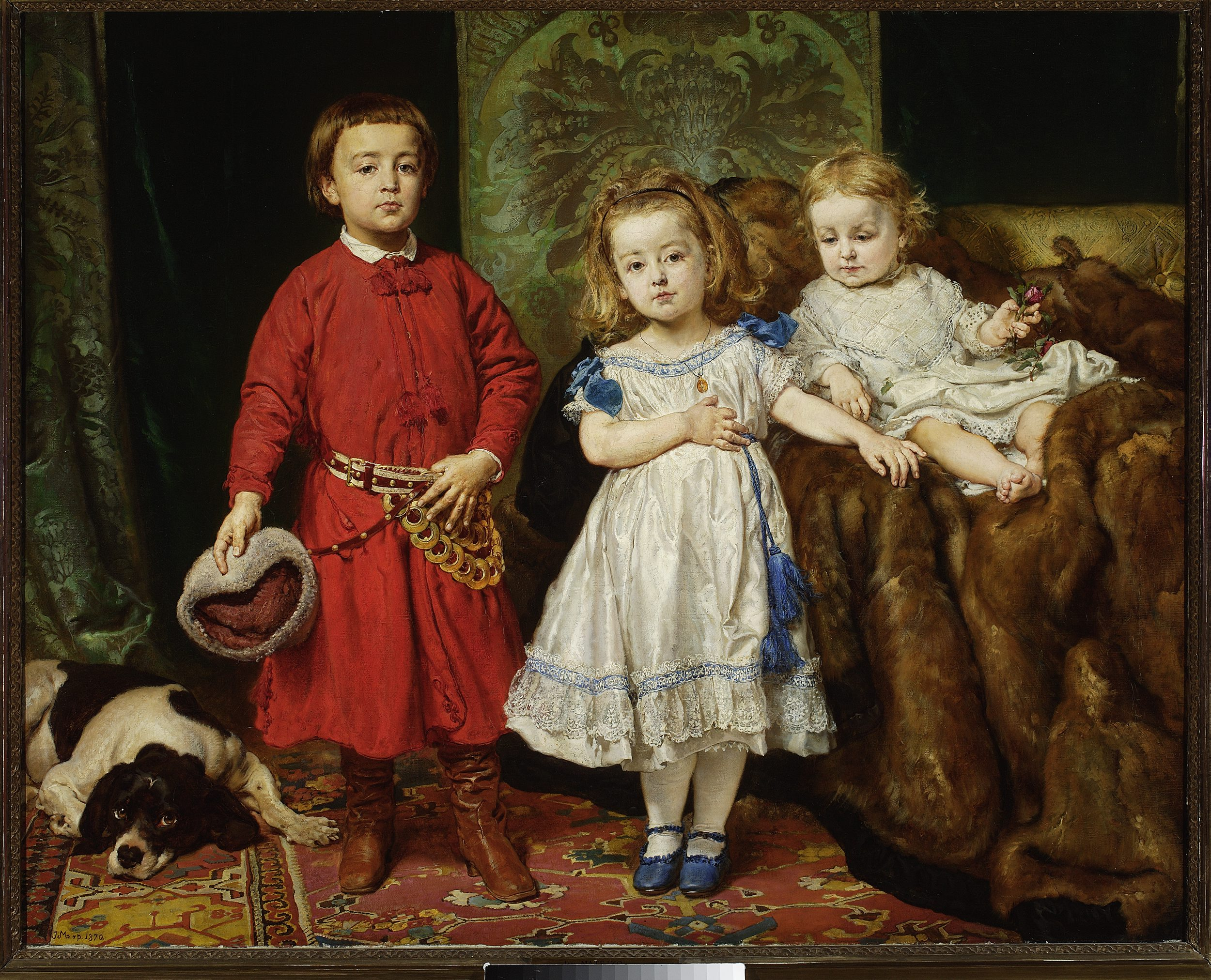
Jan Matejko, Portret trojga dzieci artysty, 1870, Muzeum Narodowe w Warszawie
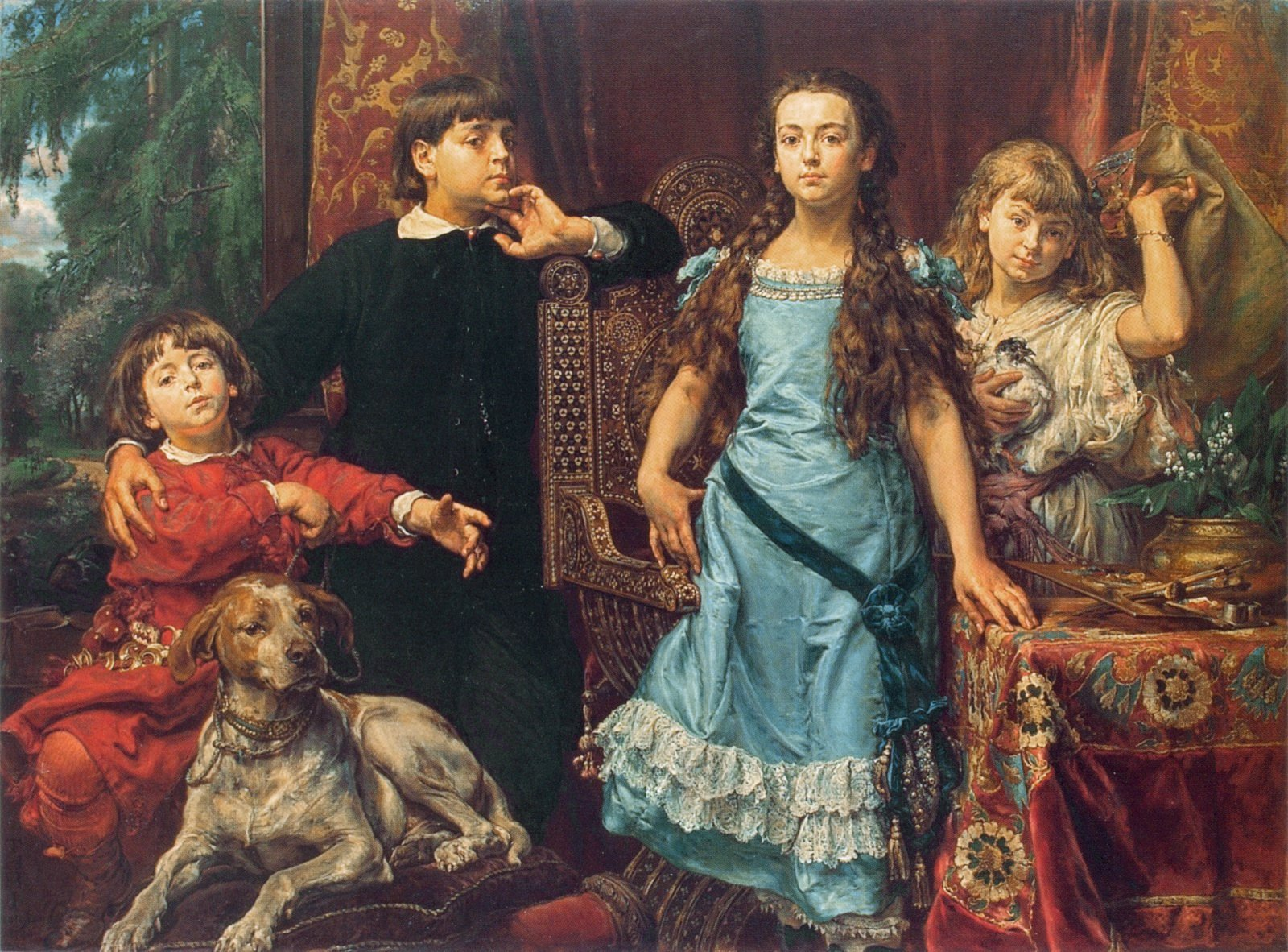
Jan Matejko, Portret czworga dzieci artysty, 1879, Lwowska Galeria Sztuki im. Borysa Woźnickiego
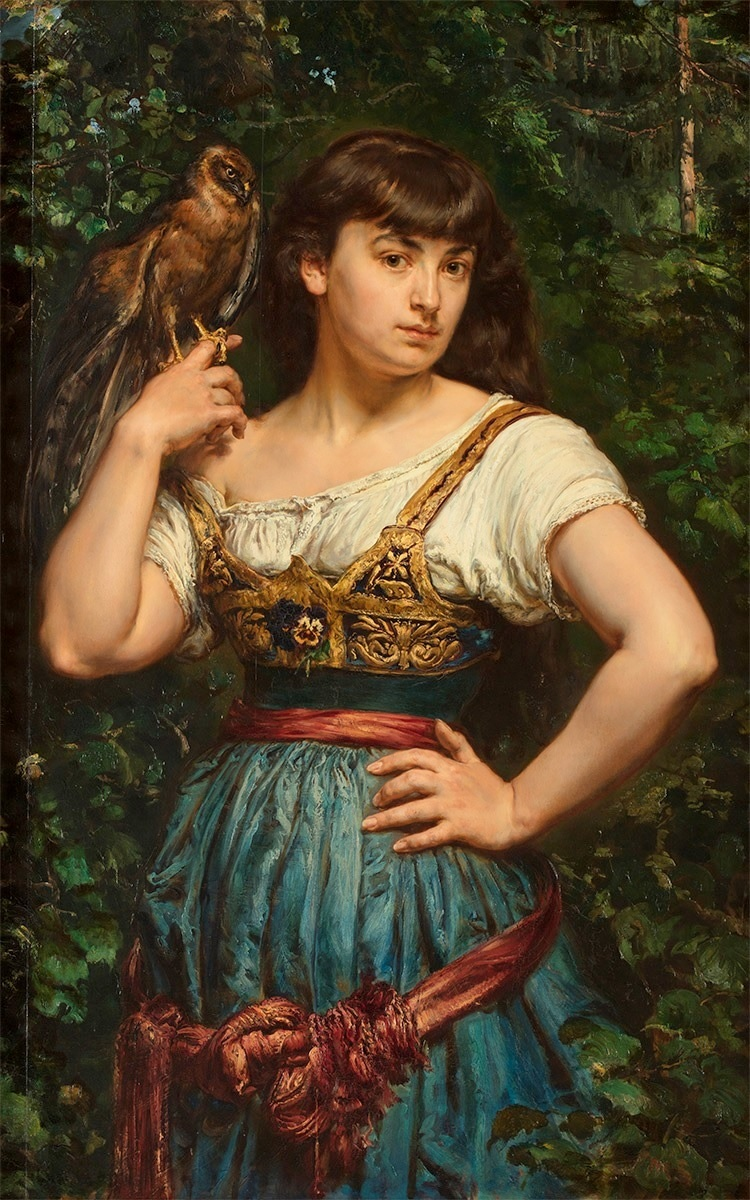
Jan Matejko, Helena Matejko z krogulcem, ok. 1882-1883
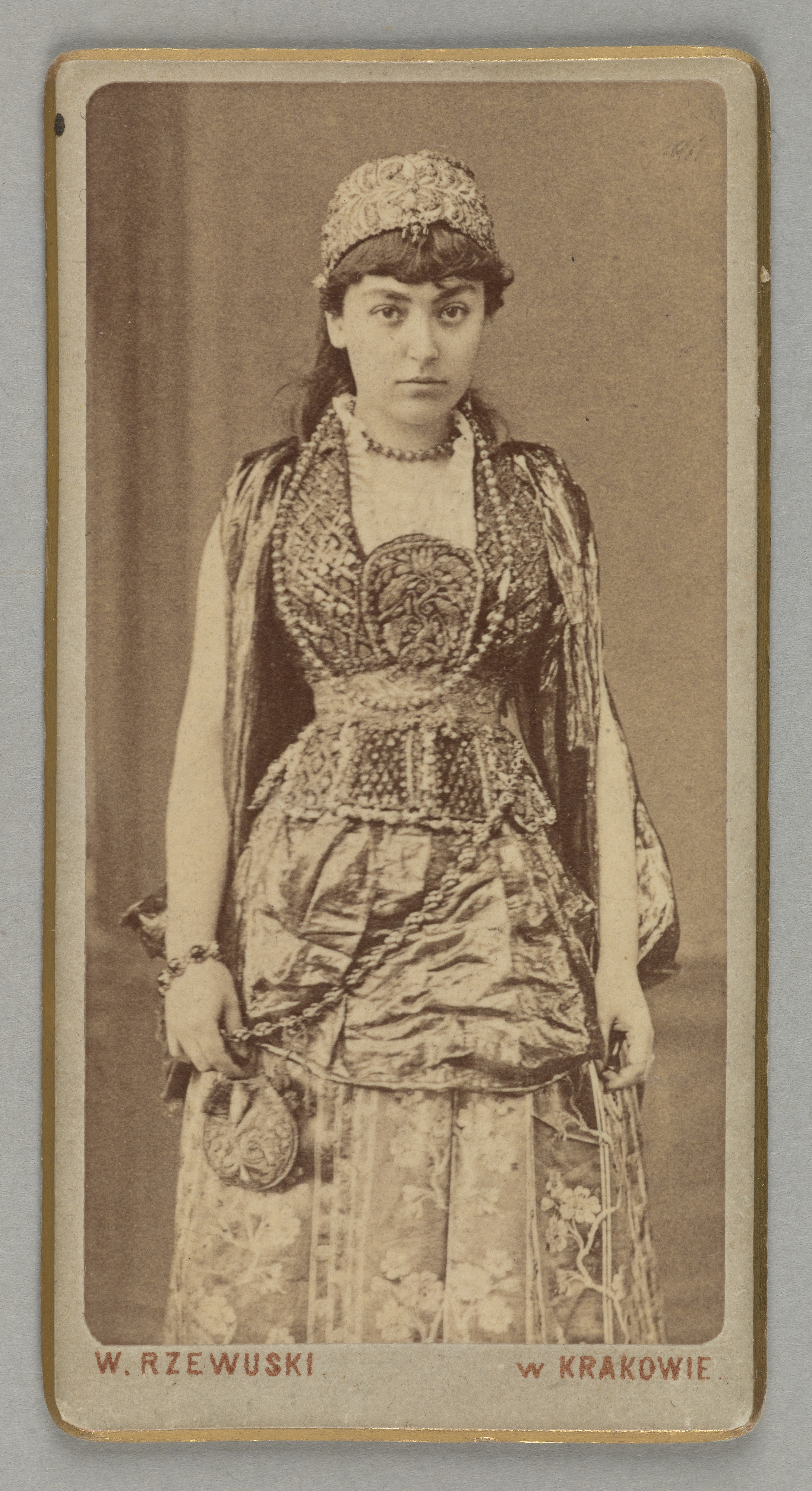
Walery Rzewuski, Helena Matejkówna w kostiumie historycznym, ok. 1885–1887, Muzeum Narodowe w Krakowie
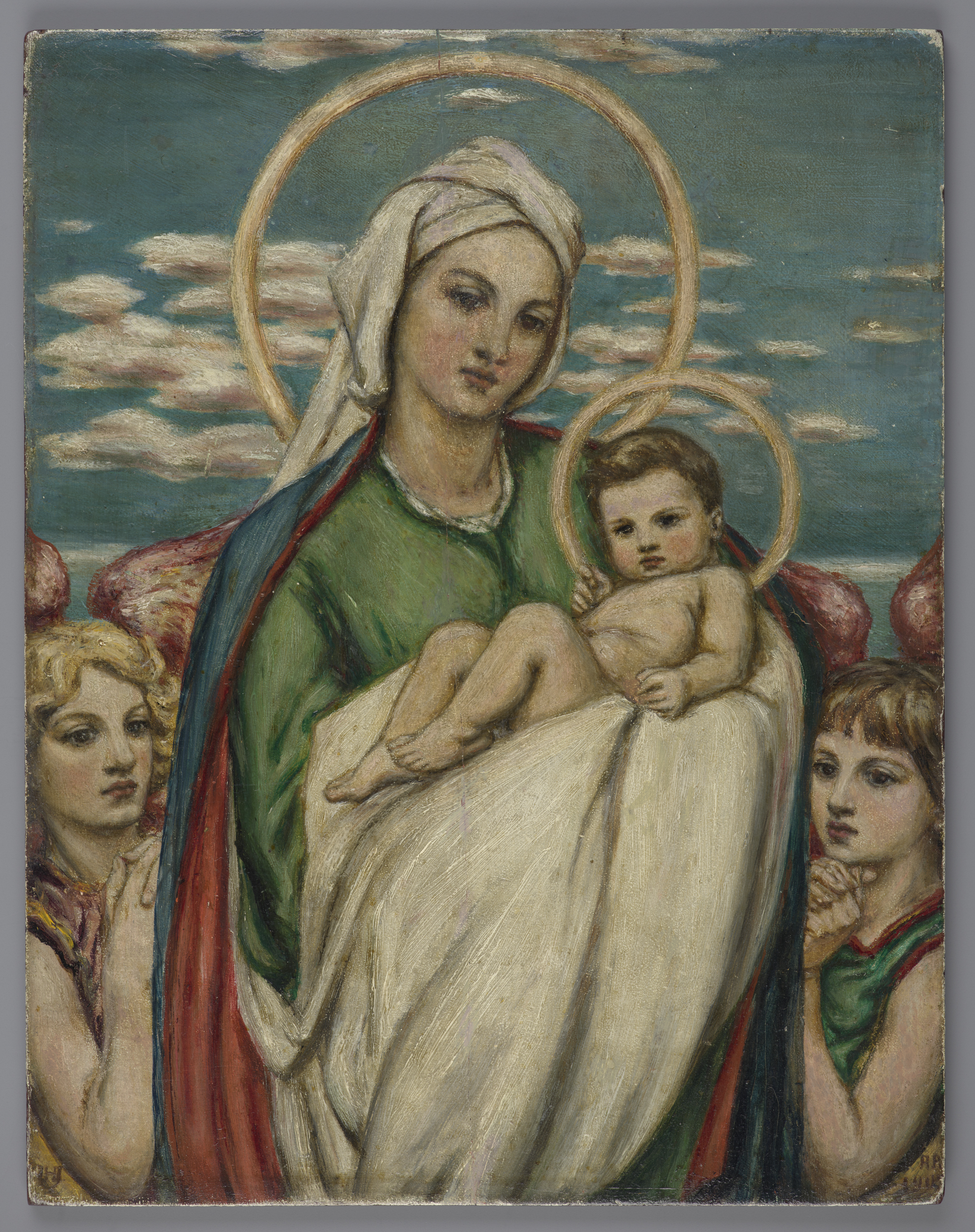
Helena Unierzyska, Madonna z Dzieciątkiem wśród aniołów, 1911, Muzeum Narodowe w Krakowie
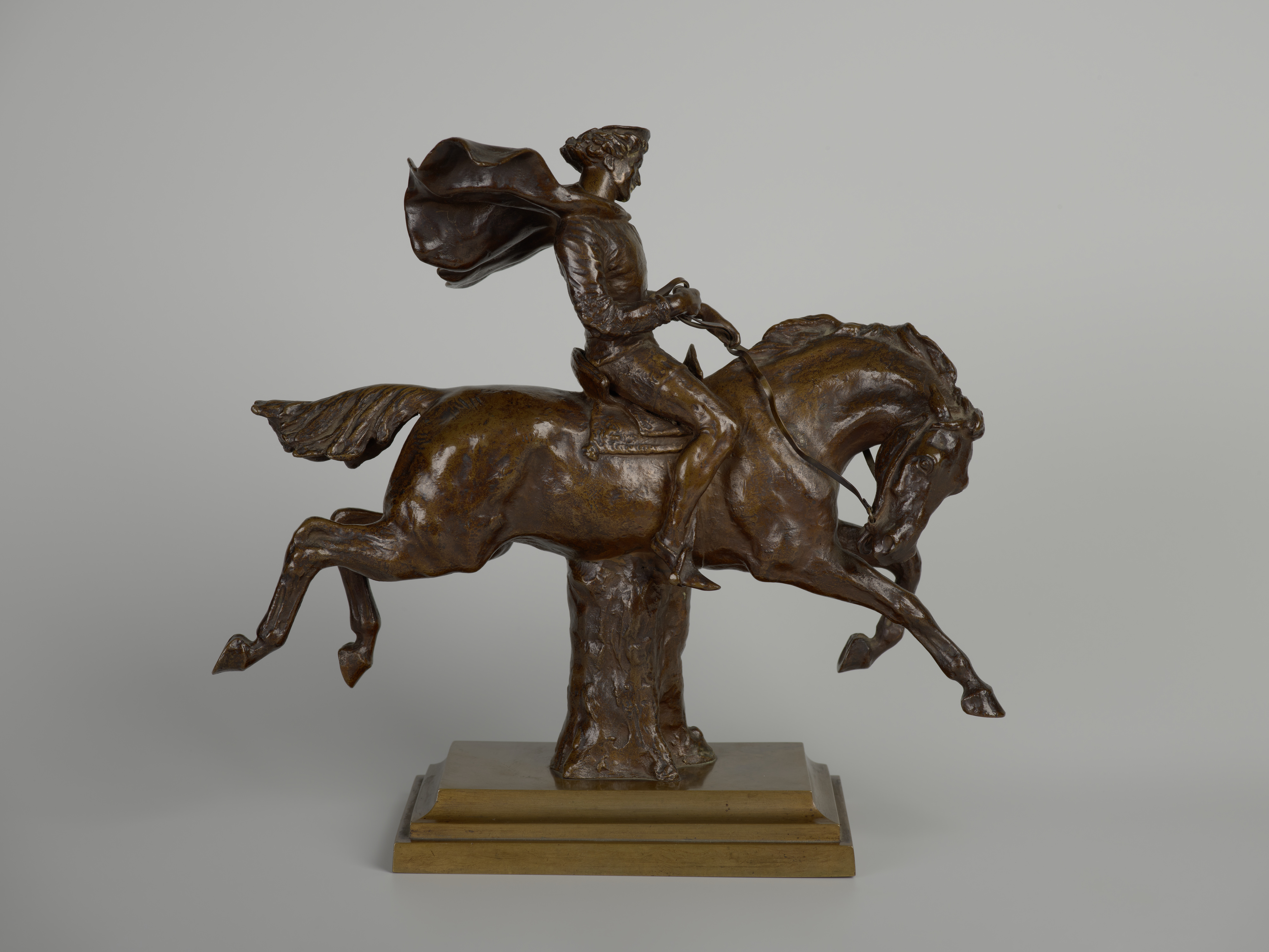
Helena Unierzyska, Giermek na koniu, XIX w., Muzeum Narodowe w Krakowie